# Tylophora silvestrii
Tylophora silvestrii är en oleanderväxtart som först beskrevs av Pampanini, och fick sitt nu gällande namn av Ying Tsiang och P. T. Li. Tylophora silvestrii ingår i släktet Tylophora och familjen oleanderväxter. Inga underarter finns listade i Catalogue of Life.